# 保罗·温菲尔德
保罗·温菲尔德（英語：Paul Winfield，1939年5月22日—2004年3月7日），美国電視、電影、舞台演员。他最著名的演出，是在一部富有歷史意義的電影《兒子離家時》 （Sounder），詮釋一位在大蕭條中掙扎求生的路易斯安那州佃農，他因此獲得1973年奧斯卡最佳男主角獎提名。他還因為在迷你電視影集《金恩》（King）裡面飾演馬丁·路德·金恩博士獲得1978年艾美獎提名。1995年他以在《尖桩篱栅》（Picket Fences）中的表演获得了艾美奖。